# Olendry Duże
Olendry Duże – część miasta Sieradza w Polsce, w województwie łódzkim, w powiecie sieradzkim. Rozpościerają się w okolicy ulicy o tej samej nazwie (Olendry Duże), w południowej części miasta. 
Olendry nazwę zawdzięczają osadnictwu holenderskiemu zapoczątkowanemu w Polsce już w XVII w., a obejmującemu tereny zalewowe rzek. Z biegiem czasu olendrami (Holendrami) zaczęto nazywać wszystkich osadników na terenach zalewowych, także Polaków. Wsie olenderskie spotykamy również nad  Wartą, zwłaszcza w powiatach konińskim i słupeckim.
Nie udało się ustalić dokładnie rodowodu obu podsieradzkich wiosek (Olendry Duże i Olendry Małe) zwanych Olendrami. Wiadomo jednak, że pruskie władze zaborcze używały tej formuły osadniczej w celu powiększenia wpływów niemieckich na zagarniętych w czasie II rozbioru ziemiach polskich. Powstawały wtedy takie osady w okolicach  Łęczycy,  Łodzi i Zgierza. Także Olendry sieradzkie wywodzą się z tego okresu. Obie wsie wytyczono na terenie zalewowym Warty w ten sposób, że chaty zbudowano na zabezpieczonym przed powodzią brzegu pradoliny rzeki, wzdłuż wytyczonej ulicy, a przy domach wyznaczano działki ziemi uprawnej. Potwierdza ten stan rzeczy plan Sieradza z 4 VIII 1796 r. (oryginał w AGAD, sygn. 48-4), na którym wyraźnie zaznaczono zagospodarowany już przez chaty i działki obszar podmiejski. Początkowo Olendry Duże i Małe stanowiły odrębne wsie o charakterze przedmieść. Najprawdopodobniej włączone zostały w obręb miasta przy okazji regulacji w 1823 r. Olendry  do dziś zachowały wygląd wiosek. Ich geneza przetrwała w nazwie ulic i charakterystycznej parterowej zabudowie. Ich walorem jest otwarcie na rozległe nadwarciańskie łęgi.

## Literatura
- Ruszkowski A., Wioski podmiejskie, które wchłonął Sieradz (Górka, Olendry, Męka, Monice, Zapusty), [w:] "Na sieradzkich szlakach", nr 1/73/2004/XIX, s. 28-33.